# Tyler Bindon
Tyler Bindon, né le 27 janvier 2005 à Auckland en Nouvelle-Zélande est un footballeur international néo-zélandais qui évolue au poste de défenseur central à Sheffield United en prêt de Nottingham Forest.

## Biographie

### En club
Né à Auckland en Nouvelle-Zélande, Tyler Bindon est notamment formé par le East Coast Bays, puis aux États-Unis au Los Angeles FC. Le 7 août 2023, il rejoint l'Angleterre afin de s'engager en faveur du Reading FC pour un contrat de deux ans, soit jusqu'en juin 2025.
Bindon joue son premier match en professionnel avec le Reading FC, le 15 août 2023, lors d'une rencontre de championnat face à Cheltenham Town. Il est titularisé et son équipe l'emporte par un but à zéro. Il inscrit son premier but en professionnel le 7 octobre 2023, contre le Leyton Orient FC, en championnat. Titularisé, il marque le but égalisateur mais ne peut empêcher la défaite de Reading (2-1 score final),.
Le 3 février 2025, Bindon s'engage avec Nottingham Forest pour un contrat de 3 ans jusqu'en juin 2028 et il est immédiatement prêté à son ancien club Reading FC jusqu'à la fin de la saison 2024-2025.

### En sélection
Tyler Bindon est convoqué pour la première fois avec l'équipe nationale de Nouvelle-Zélande le 26 septembre 2023,. Il honore sa première sélection durant ce rassemblement, le 13 octobre 2023, face à la république démocratique du Congo. Il entre en jeu à la place de Michael Boxall ce jour-là et les deux équipes se neutralisent (1-1 score final),.
Le 15 novembre 2024, Bindon inscrit ses deux premiers buts pour la Nouvelle-Zélande, contre le Vanuatu. Titulaire, il participe à la victoire de son équipe par huit buts à un

## Vie privée
Tyler Bindon est né en Nouvelle-Zélande, où il grandit jusqu'à ses douze ans. Il rejoint ensuite les États-Unis, suivant sa mère, Jenny Bindon (en), elle aussi footballeuse et ancienne internationale néo-zélandaise avec l'équipe nationale féminine.